# 邵兵
邵 兵（シャオ・ピン、SHAO BING、1968年2月15日 - ）は、中華人民共和国の映画俳優。

## 経歴・人物
湖北省武漢市出身。北京電影学院卒業。
元は中国式カヌー競技でアジア大会に入賞した事もある運動選手であった為、183センチの体型は筋肉質で逞しいイメージがある。
織田裕二主演の映画『T.R.Y.』（原作：井上尚登）では、清朝を打倒しようとする一革命家を演じた。『T.R.Y.』の映画公開をきっかけとして日本にもファンクラブができた。過去には、伊原剛志、風間杜夫、高橋恵子、山本未來、小林昭二などと共演し、日本でも放送された中国ドラマ『上海人在東京（東京の上海人）』の撮影の際、数ヶ月を日本で過ごした経験がある。
イタリアのテノール歌手ルチアーノ・パヴァロッティのファンで、自らもドラマ主題歌を歌う。特に『天地有愛』の主題歌「遠方」、『中華英豪』の主題歌「来去今生」、『生死情劫』の主題歌「回甜」は有名である。主演映画『決戦梟雄』の主題歌である「譲我走」はCDアルバム『兵臨城下』に収められている。

## 出演

### 映画
- チベットの紅い谷（1996年）
- スパイシー・ラブスープ（1998年）
- 怪鳥 フライングデビル（2000年）
- T.R.Y.（2002年）
- レッド・スノー（2003年）
- THE MYTH/神話（2005年）
- バタフライ・ラヴァーズ（2008年）
- ギブ・ラブ（2009年）
- 三国志英傑伝 関羽（2011年）
- 楊家将〜烈士七兄弟の伝説〜(2013年)

### テレビドラマ
- 東京の上海人（1997年）
- 始皇帝暗殺 荊軻（2004年）
- 運命のまなざし（2008年）
- いつか王子様が（2011年）
- 岳飛伝 THE LAST HERO（2013年）
- 幻城 ice fantasy（2016年）
- 射鵰英雄伝 レジェンド・オブ・ヒーロー（2017年）
- 袁崇煥 （2018年、日本未公開）